# Adiantum rhizophorum
Adiantum rhizophorum är en kantbräkenväxtart som beskrevs av Olof Peter Swartz. Adiantum rhizophorum ingår i släktet Adiantum och familjen Pteridaceae. Inga underarter finns listade.